# Töging am Inn
Töging am Inn est une ville de Bavière (Allemagne) de 9 118 habitants, située dans l'arrondissement d'Altötting.

## Personnalités liées à la ville
- Florian Bauer (1994-), bobeur né à Töging am Inn.